# 阿根巴克
阿根巴克（法語：Hagenbach，法語發音：[aɡənbak] ⓘ）是法国上莱茵省的一个市镇，属于阿尔特基什区。

## 地理
阿根巴克（47°39'1"N, 7°9'23"E）面积4.81 平方千米，位于法国大東部大區上莱茵省，该省份为法国东部内陆省份，是阿尔萨斯的一部分，今与下莱茵省组成了阿尔萨斯欧洲集体，其北临下莱茵省，西接孚日省，西南接贝尔福地区省，东侧沿莱茵河与德国相望，南与瑞士接壤。
与阿根巴克接壤的市镇（或旧市镇、城区）包括：比特维莱尔、巴尔什维莱尔、卡尔斯帕克、埃格林根、巴莱尔斯多尔、戈默斯多夫。
阿根巴克的时区为UTC+01:00、UTC+02:00（夏令时）。

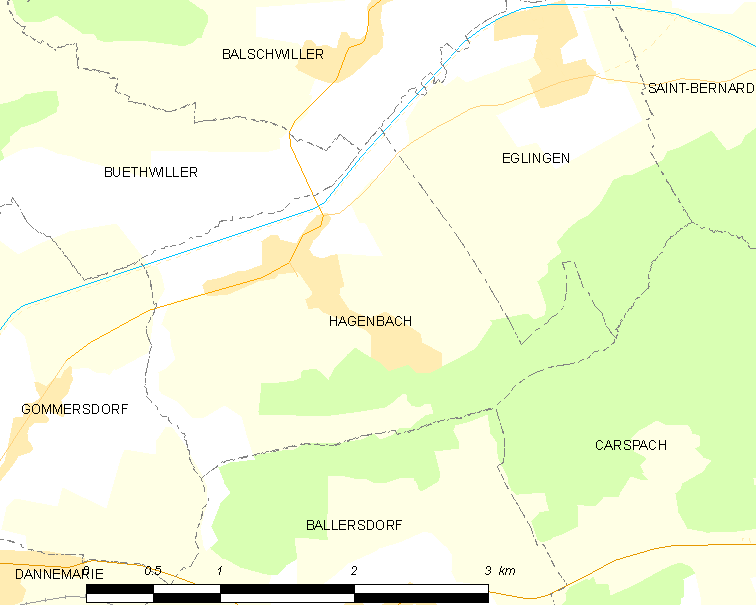
阿根巴克的OSM定位图

## 行政
阿根巴克的邮政编码为68210，INSEE市镇编码为68119。

## 政治
阿根巴克所属的省级选区为马斯沃-尼德布吕克县。

## 人口

1962-2008年间阿根巴克人口变化图示

阿根巴克于2022年1月1日时的人口数量为766人。